# ВК ЖАК
Ватерполо клуб ЖАК је ватерполо клуб из Кикинде, Србија. Основан је 1951. године, а тренутно се такмичи у Првој А лиги Србије.

## Историја
Клуб је основан 7. јула 1951. године као ВК Раднички, када је и одиграна прва ватерполо утакмица са зрењанинским Пролетером на купалишту „Бања“. Раднички је са званичним такмичењима почео следеће године, а већ након три године је постао првак Баната.
Од 1962. и преласка на нови базен на Старом језеру клуб је напредовао и 1964. освојио титулу првака СР Србије, коју су одбранили три године узастопно.
Након првобитног имена Раднички клуб се касније звао ВК Одред и Пливачки ватерполо клуб ЖАК, док је 
данашњи назив ВК ЖАК добио 1981. године.
Клуб је је играо од Глинокопа у индустријској зони - Бонове бање, између 1951. и 1961, са ватерполо „базеном“ оивиченим у води конопцима, до Старог језера од 1962. до 1978, где је изграђен отворени олимпијски базен, чиме је почео нагли развој ватерпола у Кикинди. Након отварања комплекса затворених и отворених базена у оквиру Спортског центра Језеро 1979. године, клуб је коначно добио све потребне услове за нормално функционисање.
Један од највећих успеха у својој историји клуб је постигао у сезони 2010/11., када је у првом учешћу у ЛЕН купу стигао до другог кола по групама, освојио четврто место у Купу Србије, а сезону у Првој А лиги Србије завршио на петом месту, чиме је обезбедио учешће у ЛЕН купу и за наредну сезону, али је због изостанка финансијске подршке Општине Кикинда одустао од такмичења.